# موناستيرو دي فاسكو
موناستيرو دي فاسكو هي بلدية في مقاطعة كونيو في منطقة بيدمونت الإيطالية، وتقع على بعد قرابة 80 كيلومتر (50 ميل) جنوب تورينو وقرابة 20 كيلومتر (12 ميل) شرق كونيو.
تقع موناستيرو دي فاسكو على حدود البلديات التالية: فرابوزا سوبرانا، وفرابوزا سوتانا، وموندوفي، ومونتالدو دي موندوفي، وفيكوفورت، وفيلانوفا موندوفي.

## روابط خارجية
- الموقع الرسمي